# Кругликов, Соломон Лазаревич
Соломо́н Ла́заревич Кру́гликов (1899, Орёл — 19 марта 1938, Москва) — советский государственный деятель, председатель правления Госбанка СССР. Член ЦКК ВКП(б) в 1930—1934 годах.

## Биография
Родился в еврейской семье. В 1918 году вступил в РКП(б). В 1920—1925 был комиссаром в Красной армии. 
После увольнения из армии учился в Институте красной профессуры, затем работал заведующим подготовительным отделением этого учебного заведения. В 1929 вошёл в состав редколлегии журнала «Молодая гвардия». С ноября 1930 года работал в Планово-экономическом управлении ВСНХ. В 1932 назначен начальником планового сектора Наркомата тяжёлой промышленности. Входил в состав коллегии этого наркомата и Совета при наркоме тяжёлой промышленности. C 13 илья 1930 по 26 января 1934 — член Центральной Контрольной Комиссии ВКП(б)
26 января—10 февраля 1934 года делегат XVII съезда ВКП(б) с совещательным голосом.
В 1935 избран членом ВЦИК. В 1936 году назначен Председателем Правления Государственного банка СССР, а также «по должности» членом СТО и заместителем наркома финансов. Арестован 11 сентября 1937 года. 19 марта 1938 года приговорён ВКВС СССР по обвинению в участии в контрреволюционной террористической организации к смертной казни, расстрелян 28 июля 1938 года. Похоронен на  полигоне Коммунарка.
8 октября 1955 г. посмертно реабилитирован.